# Bakkagerði
Bakkafjörður est une localité islandaise de la municipalité de Borgarfjarðarhreppur située à l'est de l'île. En 2009, le village comptait 93 habitants.